# Katharina Krause

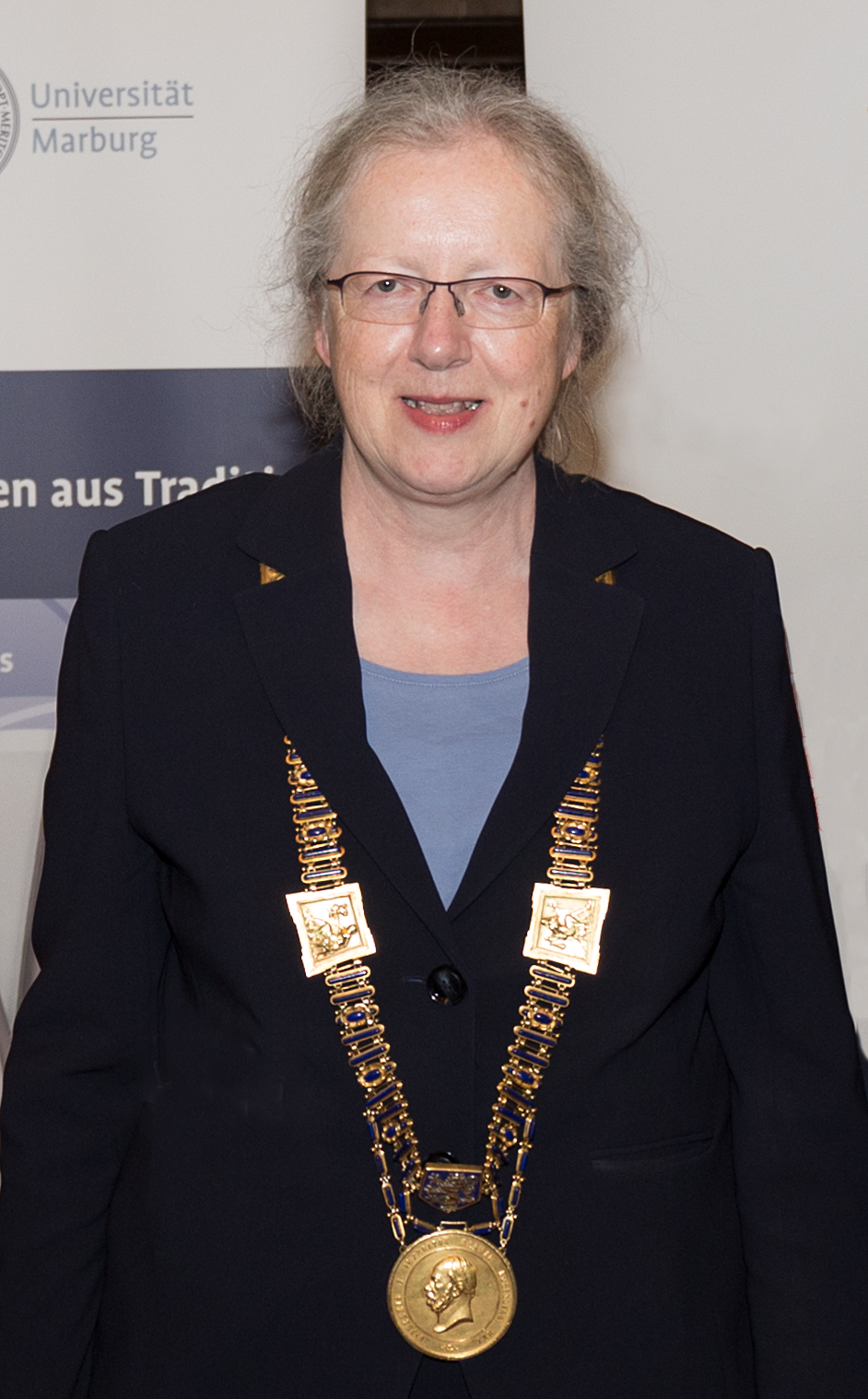
Katharina Krause, 2017

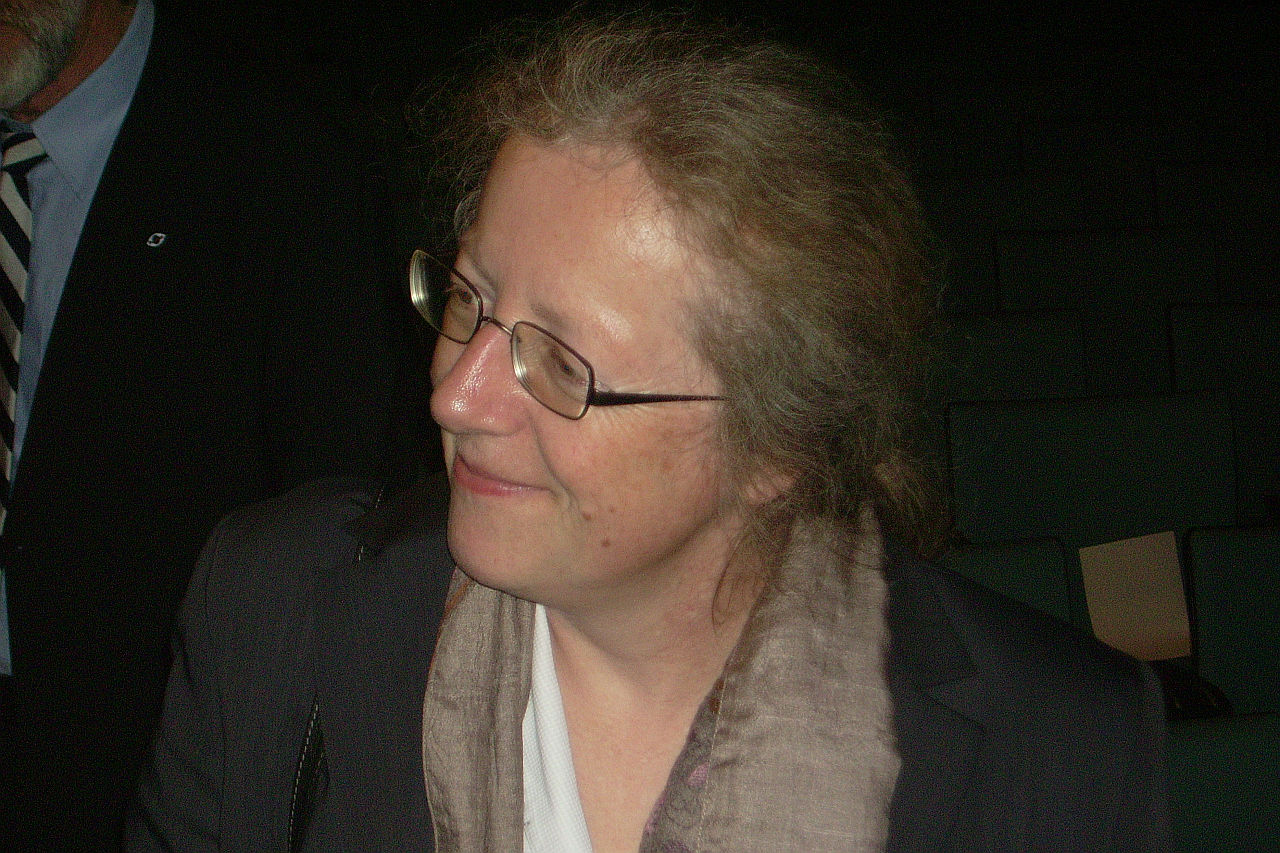
Katharina Krause, 2010

Katharina Krause (* 1960 in Schlüchtern) ist eine deutsche Kunsthistorikerin und Hochschullehrerin.

## Leben und Schaffen
Das Abitur legte sie am Gymnasium Philippinum (Marburg) ab. Nach dem Studium der Kunstgeschichte, Klassischen Archäologie und Geschichte an der Universität Marburg, der LMU München und der Sorbonne wurde sie 1988 an der Universität München promoviert. Anschließend lehrte sie an der Universität Freiburg, wo sie sich 1993 habilitierte.
1996 übernahm sie eine Professur für Kunstgeschichte an der Philipps-Universität Marburg. Zuvor hatte sie 1996 einen Ruf an die Universität Münster abgelehnt, ebenso wie 2003 die Übernahme einer Professur an der Universität zu Köln. Ihre kunsthistorischen Forschungsschwerpunkte sind die französische Kunst und Architektur und deren Nachahmungen in den deutschsprachigen Ländern im 17. und 18. Jahrhundert, die Bildkünste in Süddeutschland um 1500 sowie Bild und Text in der kunsthistorischen Fachliteratur.
Katharina Krause war seit 1999 in der akademischen Selbstverwaltung tätig, etwa mehrfach Dekanin ihres Fachbereichs Germanistik und Kunstwissenschaften (1999–2000, 2004–2006). Auch in der Deutschen Forschungsgemeinschaft (DFG) arbeitet sie seit dem Jahr 2000 intensiv mit. Gegenwärtig ist sie Mitglied im wissenschaftlichen „Beirat der Förderinitiative Geisteswissenschaften der DFG“ (seit 2004) und seit 2006 im Senat der DFG, wo sie 2009 wiedergewählt wurde. Darüber hinaus ist sie Mitglied im Wissenschaftlichen Beirat Deutsches Forum für Kunstgeschichte in Paris (DFK), einem von zehn DGIA-Instituten der Max Weber Stiftung. 2006–2010 war sie eine der drei Vizepräsidenten der Philipps-Universität, fachlich zuständig für „Forschung und Wissenstransfer“.
Auf kommunaler Ebene sitzt sie seit 1998 als Sachverständige für die Neugestaltung des innerstädtischen Campus der Universität Marburg im „Beirat für Stadtgestaltung“ des Magistrats der Stadt Marburg. Auf hessischer Landesebene bringt sie seit 2005 ihr Fachwissen in den „Beirat für geschichtliche Landeskunde in Hessen“ ein. Sie ist seit 2010 korrespondierendes Mitglied der Akademie der Wissenschaften zu Göttingen.
Am 30. November 2009 wurde Katharina Krause zur Marburger Universitätspräsidentin gewählt. Vom 18. Februar 2010 bis zum 18. Februar 2022 stand sie an der Spitze der Hochschule. Ihr Nachfolger ist Thomas Nauss.

## Schriften (Auswahl)
Monographien
- Der „Voeu de Louis XIII“. Die Chorausstattung von Notre-Dame in Paris unter Ludwig XIV. tuduv, München 1989, ISBN 3-88073-316-3 (Dissertation)
- Die maison de plaisance. Landhäuser in der Ile-de-France (1660–1730). Deutscher Kunstverlag, München/Berlin 1996, ISBN 3-422-06175-4 (Habilitationsschrift)
- Wie beschreibt man Architektur? Das Fräulein von Scudéry spaziert durch Versailles. Rombach, Freiburg im Breisgau 2002, ISBN 3-7930-9322-0
- Hans Holbein der Ältere (= Kunstwissenschaftliche Studien. Bd. 101). Deutscher Kunstverlag, München/Berlin 2002, ISBN 3-422-06383-8

Herausgeberschaften
- Bilderlust und Lesefrüchte. Das illustrierte Kunstbuch von 1750 bis 1920 (Begleitbuch zur Ausstellung im Gutenberg-Museum Mainz vom 4. März bis 29. Mai 2005). Seemann-Verlag, Leipzig 2005, ISBN 3-86502-093-3
- Geschichte der bildenden Kunst in Deutschland. Band 4: Spätgotik und Renaissance. Prestel, München 2007, ISBN 3-423-34304-4
- mit Klaus Niehr: Kunstwerk – Abbild – Buch. Das illustrierte Kunstbuch von 1730 bis 1930. Deutscher Kunstverlag, München/Berlin 2007, ISBN 3-422-06696-9